# CCTV-9

CCTV-9 Documentary est la neuvième chaine de télévision nationale de la République populaire de Chine, qui diffuse des documentaires. 
Il y a notamment des programmes historiques, archéologiques et d'autres qui expliquent la vie de la Chine actuelle. Souvent sous l'angle des progrès accomplis. 
La chaine est accessible en Europe par le satellite Astra et en clair. Mais depuis un certain temps les récepteurs sur le marché ne donne accès qu'aux chaines françaises TNT Sat. 